# Moreton Corbet
Moreton Corbet – wieś w Anglii, w hrabstwie Shropshire. Leży 13 km na północny wschód od miasta Shrewsbury i 225 km na północny zachód od Londynu.